# هدى الدغفق
هدى عبد الله الدَغْفَق (21 رجب 1387) (24 أكتوبر 1967) شاعرة وصحفية سعودية. ولدت في مدينة الرياض ونشأت بها. حصلت على بكالوريوس اللغة العربية والتربية من كلية التربية بجامعة الرياض سنة 1990. عملت في الصحافة العربية من 1983 حتى 2012 واشتغلت بالتدريس مدة. بدأت ممارسة الكتابة الشعر في سن الثانية عشرة، ونشر لها أول قصيدة وهي عمرها السادسة عشرة. أصدرت ديوانها الأول الظل إلى أعلى في 1993 وديوانها الثاني لهفة جديدة في 2002. ونشرت المزيد من مجموعات الشعرية في مسيرتها الأدبية. لها مساهمات في مجالات الثقافية والأدبية ولها بعض الدراسات الاجتماعية والفلسفية وكذلك في مجال حقوق المرأة. وقد ترجمت مختارات من نصوصها إلى اللغات الإسبانية والإنكليزية والفرنسية والإيطالية.

## سيرتها
ولدت هدى عبد الله الدَغْفَق في يوم 21 رجب 1387 / 24 أكتوبر 1967 في مدينة الرياض أو يقال في المجمعة  ونشأت بها. بدأت تسجيل يومياتها في دفتر سرِّي، منذ أن كانت تلميذة. حصلت على بكالوريوس اللغة العربية والتربية من كلية التربية بجامعة الرياض سنة 1990.

هي عضوة في كل من نادي الرياض الأدبي، الجمعية السعودية للإعلام والإتصال، نادي دبي للصحافة، وهيئة الصحفيين السعوديين، الجمعية العربية للإعلام في دبي والملتقى الثقافي الأهلي في البحرين. عيّن رئيسة اللجنة النسائية في النادي الأدبي بالرياض 2008 وحتى 2011.

### مهنتها الصحفية
دخلت الصحافة وعملت في الصحافة العربية والمحلية منذ 1983 حتى 2012 وساهمت من خلال الحوار الصحفي والتحليل الأدبي والنقد، ثم بكتابات إبداعية، في كل من الجزيرة ، الرياض ، اليمامة ، البلاد ، الحياة ، الشرق الأوسط. 

نالت هدى الدغفق عددا من الدورات التدريبية وورش العمل في مجال حقوق الإنسان في مصر والأردن والبحرين وتونس وسويسرا ونالت أيضًا بعض الدورات التدريبية في مهارات الاتصال، والعمل الصحافي ومهاراته المتقدمة في الأردن، وكيفية تعامل الإعلام مع قضايا الإرهاب في الرياض 2004، والإعلام وقضايا المرأة والمجتمع في القاهرة 2003 .

عملت كاتبة عمود في المجلة اليمامة 1989 ثم في الجزيرة 1991 في زاوية بعنوان ضمير الورقة . عملت محررة صحافية في الحياة من 1989 حتى 2000، ثم محررة ثقافية وكاتبة عمود فيروز بالرياض من 2000 حتى 2007. عيّنت مسؤولة تحرير مجلة ماري كلير الصادرة بالرياض في 2008. ثم انتقلت إلى الوطن كمحررة في الصفحات الثقافية من 2009 حتى 2012. ومنها إلى صحيفة مكة بوصفها كاتبة عمود بزاوية بملء الروح في 2014.

## آراؤها

### المرأة وحقوقها
تعتبر هدى الدغفق من المروجات لفكرة النسوية في المجتمع السعودي. وترفض تهميش الذات المؤنثة فيها «حتى يحدث تغيير إيجابي مشهود لأحوال المرأة في واقع المنظومة الاجتماعية». تهتم الشاعرة هدى الدغفق بالتعبير عن المرأة السعودية ومعاناتها من سلبية النظرة الاجتماعية السائدة عليها و«مواجهة النظام الأبوي القبلي». تعتقد هدى الدغفق أن «التقاليد والعادات أبرز ما يعوق مسيرة المرأة السعودية مثقفة وغير مثقفة ولم تزل المرأة عرضة لرقابة الأسرة التي لا تحفل بها ولا تشجع فيها سعيها إلى التعبير عن وعيها ورأيها بحرية والظهور بمظهر يليق بها وبقيمتها الإنسانية وبالرغم مما تفيض به روحها وذاتها المستقلة والمتمردة أيضاً من طاقات إبداعية وثقافية وإرادة فكرية وصبر على معناها المقهور بمعاناتها.» لأن المرأة السعودية عموماً «ذات لا تستريح سوى على سرير قصيدتها الساهرة.»

## مؤلفاتها
من مجموعاتها الشعرية:
- الظل إلى أعلى، 1993
- لهفة جديدة، 2002
- سهرت إلى قدري، 2006
- امرأة لم تكن، (ردمك 9789953712963)، 2008
- ريشة لاتطير ، مختارات من ثلاث مجموعاتها شعرية، (ردمك 9789953712956)، 2008
- بحيرة وجهي ، 2008
- حقل فَراش، 2008
- بلاطيره ألمي، 2011
- أنشر قلبي على حبل الغسيل، (ردمك 9781912619740)، 2014
- أربي ظلي على العصيان، 2017

من مؤلفاتها الأخرى:
- أشق البرقع أرى، سيرة ثقافية فكرية، (ردمك 9786144180976)، 2012
- فلسفة المستقبل، حوارات، 2014

ولها أيضًا مختارات من مجموعاتها الشعرية المترجمة، منها:
- امرأة لم تكن مترجمة إلى اللغة الفرنسية، 2012.
- ريشة لاتطير مترجمة إلى اللغة الإنجليزية، 2012
- بحيرة وجهي، مترجمة إلى الأسبانية 2012
- مثلُ نبض، أنطولوجيا شعرية مترجمة للإيطالية، 2016م
- متطايرة حواسي، سيرة ذاتية، 2017

## جوائزها وتكريمها
- 2004: أفضل نشاط ثقافي للأمسيات الشعرية التي شاركت بها لثلاثة أعوام في العاصمة السعودية، الرياض.